# Dvärg (mytologi)
För andra betydelser, se dvärg.

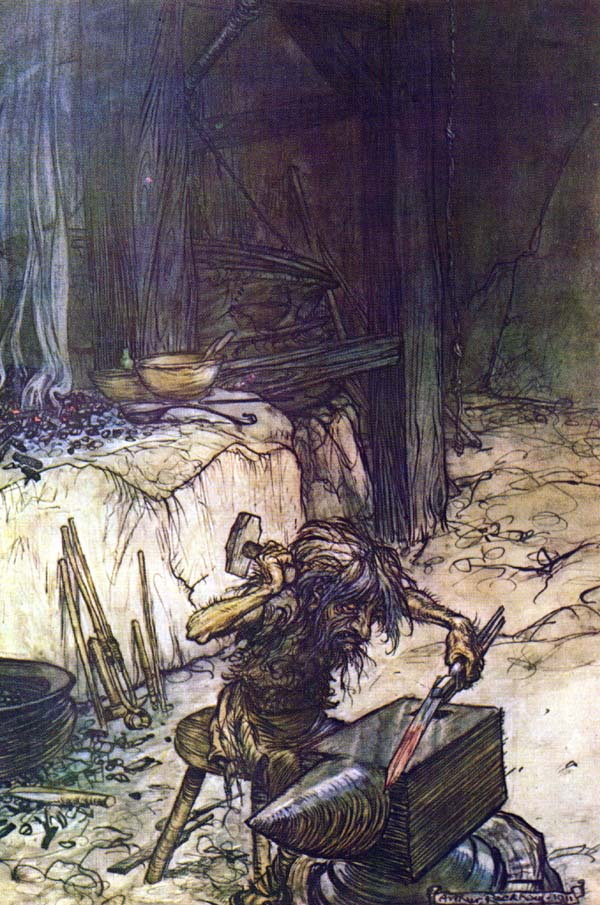
Dvärgen Regin i nordisk mytologi. Illustration av Arthur Rackham.

Dvärgar (fornnordiska: dvergar, singular dvergr) var i nordisk mytologi små satta väsen av gammalt virke som bodde under stenar och klippor, och som antogs representera de hemlighetsfullt och stilla verkande naturkrafterna i jordens inre.
Några dvärgar har, enligt vad deras namn antyder, en kosmogonisk betydelse, såsom Ny och Nedan, som styr månens faser, samt Nordre, Östre, Sydre och Västre, vilka uppbär himlavalvets fyra hörn.
Dvärgarna tycks vara identiska med de svartalfer som omtalas av Snorre, och i en senare tids folktro förblandas de ofta med tomtegubbar, vättar, bergtroll och dylika väsenden.
Enligt Paracelsus är förklaringen till att sirenerna, jättarna, dvärgarna och zundlarna, som är eldfolkets monster, överhuvudtaget existerar inte deras uppgift att vakta något, utan att de är järtecken, som förebådar svåra tider för mänskligheten. Dvärgarna står i samband med stort armod hos ett folk.
Även nyare folksägner har åtskilligt att berätta om dvärgar och deras sammanträffanden med människor. En tillfredsställande etymologi av ordet dvärg är ännu ej funnen. Detta ord ingår i sammansättningarna dvärgamål (eko), dvärganät eller dvärgsnät (spindelväv), och dvärgstenar eller dvärghamrar – benämningar på vissa slags stenarter.

## Etymologi
Det svenska ordet dvärg, fornsvenska dværgher, härstammar från fornnordiska dvergr, som i sin tur ska ha kommit av urgermanska *đwerȝaz. Urformen utvecklades i tyska till Zwerg, i engelska till dwarf och är ett ord som verkar återfinnas i samtliga kvarlevande germanska språk. Ursprunget är dock ovisst och konkurrerande etymologier menar att dvärgar sprang ur naturandar associerade med döden och att ordet kan härstamma från de urindoeuropeiska formerna *dheur- ("skada") och *dhreugh (ursprung till engelska dream "dröm" och tyska Trug "bedrägeri"). Paralleller drags även till sanskritiska dhvaras ("demoniskt väsen") och till grekiska σέϱφος ("liten insekt, kryp").

## Nordisk mytologi
Enligt Völuspá skall inget armod ha funnits i världen innan de tre nornorna anlände från Jotunheim, och det är som en följd av detta gudarna skapade dvärgarnas skara. En ansenlig del av dikten (Dvergatal) består av ett uppräknande av olika dvärgars namn. Snorre berättar att innan de gavs förstånd och mänsklig skepnad ska de ha varit maskar i jätten Ymers kött. De beskrivs i allmänhet som små, fula, med långa näsor, smutsbrun hy och dagskygga. Vissa dvärgar har namn som antyder att de ursprungligen kan ha tänkts som dödsandar eller förfädernas gastar (Nár, lik; Bláinn, blå (dödens färg); Dáinn, död). Genom en magisk hatt (dvärghatt eller huliðshjálmr) eller ibland en mantel kunde de göra sig osynliga. I Alvíssmál lurar Tor dvärgen Allvis (Alvíss) att förkunna sitt stora kosmologiska vetande så länge att solen går upp och Allvis blir till sten. I andra berättelser verkar dvärgarna dock vara opåverkade av solens strålar.
De trivs bäst när de får smycka sina grottor, skapa otroliga underjordiska salar, ljussätta guldådror i bergen och låta dem speglas i grottsjöar. Intresset för smyckning och den ständiga jakten på ädla metaller har gjort dem till duktiga smeder. Deras välde över naturens förborgade krafter yttrar sig särskilt i en överlägsen konstfärdighet, i synnerhet inom smideri, vilken sätter dem i stånd att inte endast förse människorna och alverna med allehanda dyrbara vapen och verktyg, utan även att åt gudarna smida deras kostbaraste klenoder. Så förfärdigade dvärgarna åt Oden spjutet Gungner och guldringen Draupner, åt Tor hammaren Mjölner, åt Frej skeppet Skidbladner, åt Siv hennes guldhår. Förutom i Eddorna uppträder de även i flera fornaldarsagor i denna egenskap. I Völsungasagan smider Andvare ringen Andvaranaut, och hans son Regin smider åt Sigurd Fafnesbane samman det splittrade svärdet Gram. I Hervors saga smider dvärgarna Durin och Dvalin svärdet Tyrfing. De arbetade också i trä och metall, och hantverksskickligheten överträffas inte av någon annan skapad varelse. Dvärgar är dessutom både poetiska och romantiska, men också lite barska och korthuggna. De älskar det fasta berget lika mycket som de hatar att färdas med båt eller under solen. I Ahmad ibn Fadlans berömda reseskildring får nordborna vapen som dvärgar har gjort. Där anges dvärgarna vara födda av människor och snarare ett hantverkarskrå än mytiska gestalter.
Dvärgar anses som ett ondskefullt släkte. De är farliga och fientligt inställda till och undviker människorna, men de gör ibland affärer med denna ras. De är naturligt fientliga mot gudarna, och de är lömska och beräknande. De är ett kuvat och plågat släkte, men sega, uthålliga och hårda som sten. Dvärgar är stolta och blir lätt förgrymmade. De är avundsjuka på alverna men ser också ned på deras lättjefulla och alltför enkla liv.

### Dvärgfigurer i nordisk mytologi
Här återfinns dvärgar som spelar avgörande roller i de mytologiska berättelserna, eller som verkar ha spelat viktiga roller i den fornnordiska religionen. Mer om dessa finns att läsa i egna artiklar, som namnen länkar till:

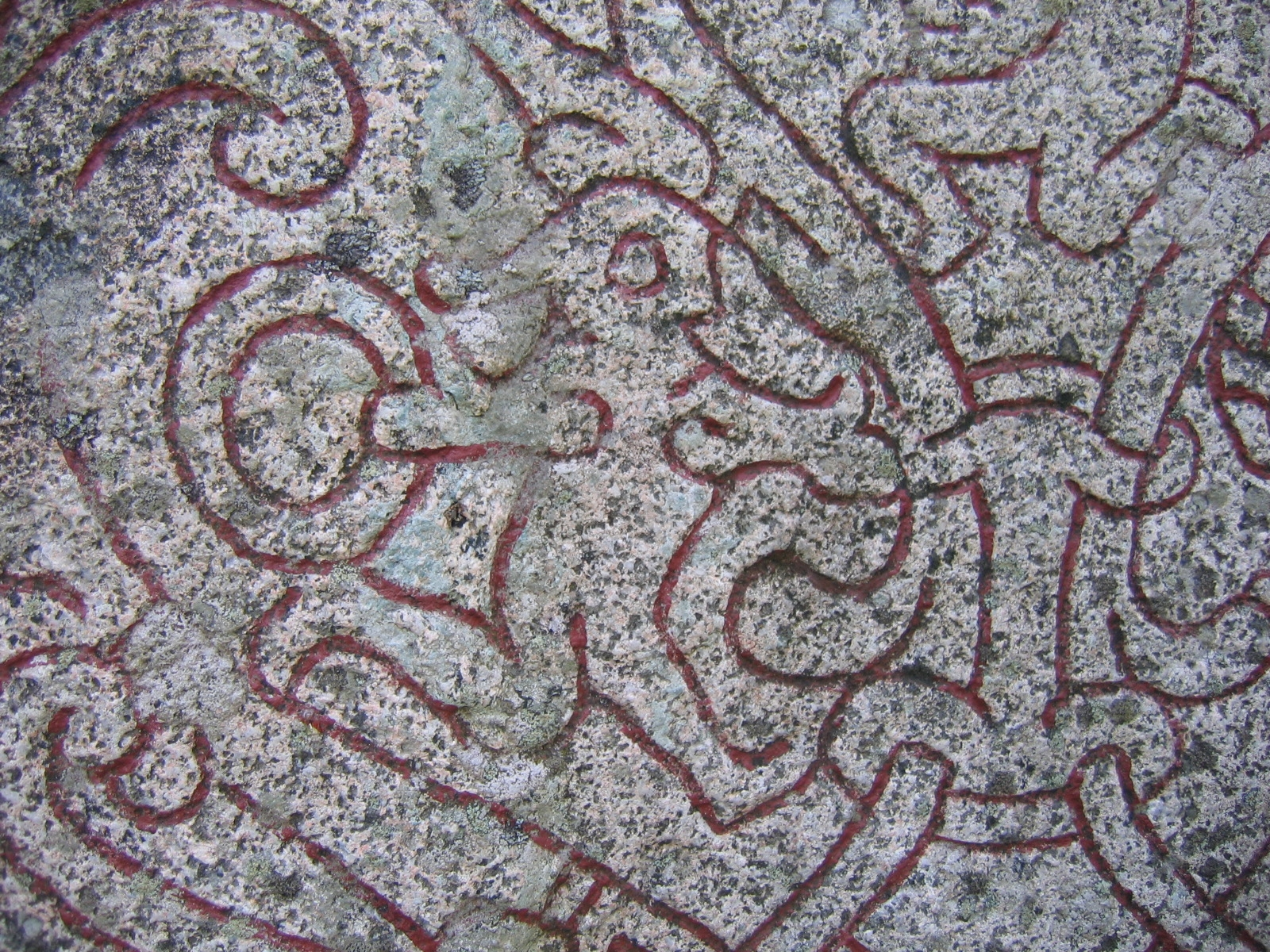
Del av Drävlestenen som anses avbilda Andvare.

- Andvare var en dvärg som bevakade en guldskatt innehållande den magiska ringen Andvaranaut. Andvare levde i skepnad av en gädda i en fors som bar hans namn. Loke fångar i legenden om Sigurd Fafnesbane Andvare och avtvingar honom skatten och ringen, som Andvare då förbannar.

- Brokk var en av Ivaldesönerna som slog vad med Loke om dennes huvud om Brokks bror Eitres smidesskicklighet.

- Dvalin var en av de främsta och mäktigaste urtidsdvärgarna. Dvalin var smed och den förste av dvärgarna att bli runkunnig. Han ledde en grupp dvärgars vandring från Salarstein till Järavallen. Tillsammans med Durin smidde han Tirfing. Han har även gett namn åt en av dvärgarna i Tolkiens universum.

- Eitre (alternativt Sindre) var en av ivaldesönerna. Han var en konstfärdig smed, som till följd av ett vad, stödd av sin bror Brokk som ingått vadet med Loke, själv smidde Frejs galt Gullinburste, Odens guldring Draupner, och Tors hammare Mjölner.

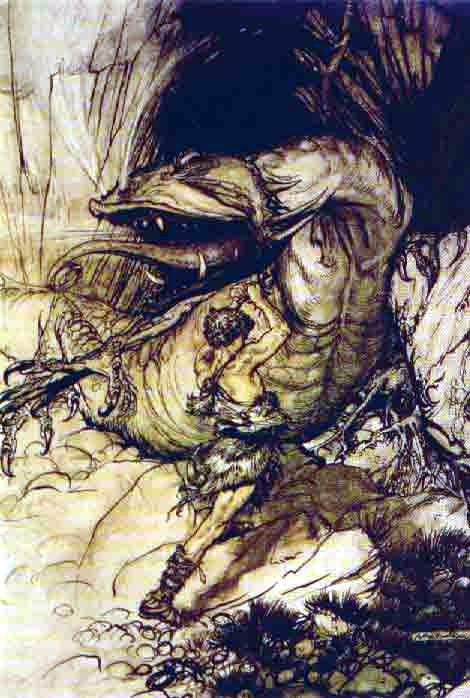
Sigurd dödar Fafner av Arthur Rackham.

- Fafner eller Fafne (isländska Fáfnir) var son till Hreidmar och bror till Regin och Utter. Tillsammans med Regin dödar Fafner sin far för att komma över Andvares skatt och den förbannade ringen Andvaranaut, som Loke gett Hreidmar som bot för att han råkat döda Utter. Fafner vill sedan ha skatten för sig själv, och förvandlar sig därför till en drake och kör bort Regin. Regin smider då svärdet Gram som Sigurd Fafnesbane dräper Fafner med.

- Fjalar och Galar var de två dvärgbröder som tog livet av guden Kvaser och skapade skaldemjödet Suttungamjödet.

- Hreidmar var en girig dvärgkung som var far till Fafner, Utter och Regin. Efter att Utter oavsiktligt dödats av Loke, tar Hreidmar Oden och Höner tillfånga och kräver Andvares guld och Andvaranaut av Loke som lösen. När han fått det dödar Fafner och Regin sin far för att få ringen och skatten.

- Ivaldesönerna var en brödraskara som skapade några av gudarnas mest kännetecknande vapen och smycken, till att börja med Sivs hår, skeppet Skidbladner och spjutet Gungner. Deras far var Ivalde, och två av bröderna var Eitre (alternativt Sindre) och Brokk.

- Nordre, Sudre, Austre och Vestre var fyra dvärgar som tillsammans upprätthåller himlavalvet. Oden och hans bröder placerade dem under de norra, södra, östra och västra kardinalpunkterna.

- Ny och Nedan var de två dvärgar som rådde över de tilltagande (Ny) och avtagande (Nedan) månfaserna.

- Regin var en berömd smed, son till Hreidmar, bror till Fafne och Utter. Regin dödar tillsammans med Fafne sin far, Hreidmar[4] , för att komma över sin fars skatt och ringen Andvaranaut. Fafner förvandlar sig då till en drake, och behåller skatten själv, varpå Regin tillverkar svärdet Gram åt Sigurd Fafnesbane och bistår honom i att döda Fafner. Regin dödades sedan av Sigurd som misstänkte honom för förräderi.

### Dvärgar med mindre roller
I den nordiska mytologin förekommer också ett antal dvärgar med mindre roller i berättelserna, om vilka därmed inte mycket är känt. Namnen länkar i vissa fall till alternativa betydelser:
- Alfrik, Berling och Gner, var tillsammans med Dvalin i Söla þáttr i Olav Tryggvasons saga de fyra dvärgar som smidde Frejas bröstsmycke Brisingasmycket, för vilket de krävde att hon skulle betala genom att tillbringa en natt hos var och en av dvärgarna.[5]
- Allvis är i Sången om Allvis i den poetiska Eddan en dvärg som medan Tor är bortrest förlovar sig med Tors dotter Trud. När Allvis kommer för att hämta sin brud märker Tor att han är en dvärg. Tor får honom därför att stanna genom utmana honom att ange namnen på alla världar på gudarnas, vanernas, alfernas, jättarnas, dvärgarnas och människornas språk. Allvis var vis och kunde namnet på alla dessa platser, och medan han räknade upp dem hann solen gå upp. Som det troll han var spricker han då och förvandlas till sten.[6] Se även Sången om Allvis på Wikisource.
- Bivor ("bävaren"), Bovur ("den bråkige") och Bombur (av "bomba"; "trumma", syftar förmodligen på Bomburs mage), alternativt Bivår respektive Bovur, är tre urdvärgar med allittererande namn som förekommer i andra strofen av gudakvädet Völuspás dvärgaskapelseparti, Dvergatal. (De har gett namn åt var sin dvärg i J.R.R. Tolkiens berättelser.)
- Durin smidde tillsammans med Dvalin svärdet Tirfing. (Har gett namn åt två dvärgar i J.R.R. Tolkiens berättelser).
- Gandalv (av fornnordiska gandr (stav) och álfr (alv), är en dvärg som nämns i Völvans spådom (Völuspá). (Har lånat sitt namn åt Gandalf i J.R.R. Tolkiens universum.) Av namnet att döma är han en skyddande ande som äger en trollstav.[7]
- Ivalde var dvärgarnas furste som härskade i underjorden. Han var fader till Ivaldesönerna.
- Lit (av Litr, "färg") var en dvärg som i berättelsen om Balders död springer i vägen för Tor och de andra gudarna. Lit sparkas in i elden och brinner upp. Han nämns också i Völvans spådom i den poetiska Eddan i uppräknandet av dvärgarna i vers 12.
- Lofar eller Lovar (fornvästnordiska Lofarr), är en av urdvärgarna och omnämns som de kommande dvärgarnas stamfader i Völuspá, verserna 14 och 16. Han var även med Dvalin på dennes vandring till Järavallen.
- Sindre är bland annat ett annat namn på Eitre.
- Thorin är en dvärg som nämns i Völvans spådom. (J.R.R. Tolkien har lånat namnet till tre dvärgkungar i böckerna om Härskarringen).
- Utter är liksom bröderna Fafner och Regin son till Reidmar. Förklädd till utter dödades han av misstag av Loke vid Andvareforsen i Sagan om Sigurd.[8]